# Pedobear

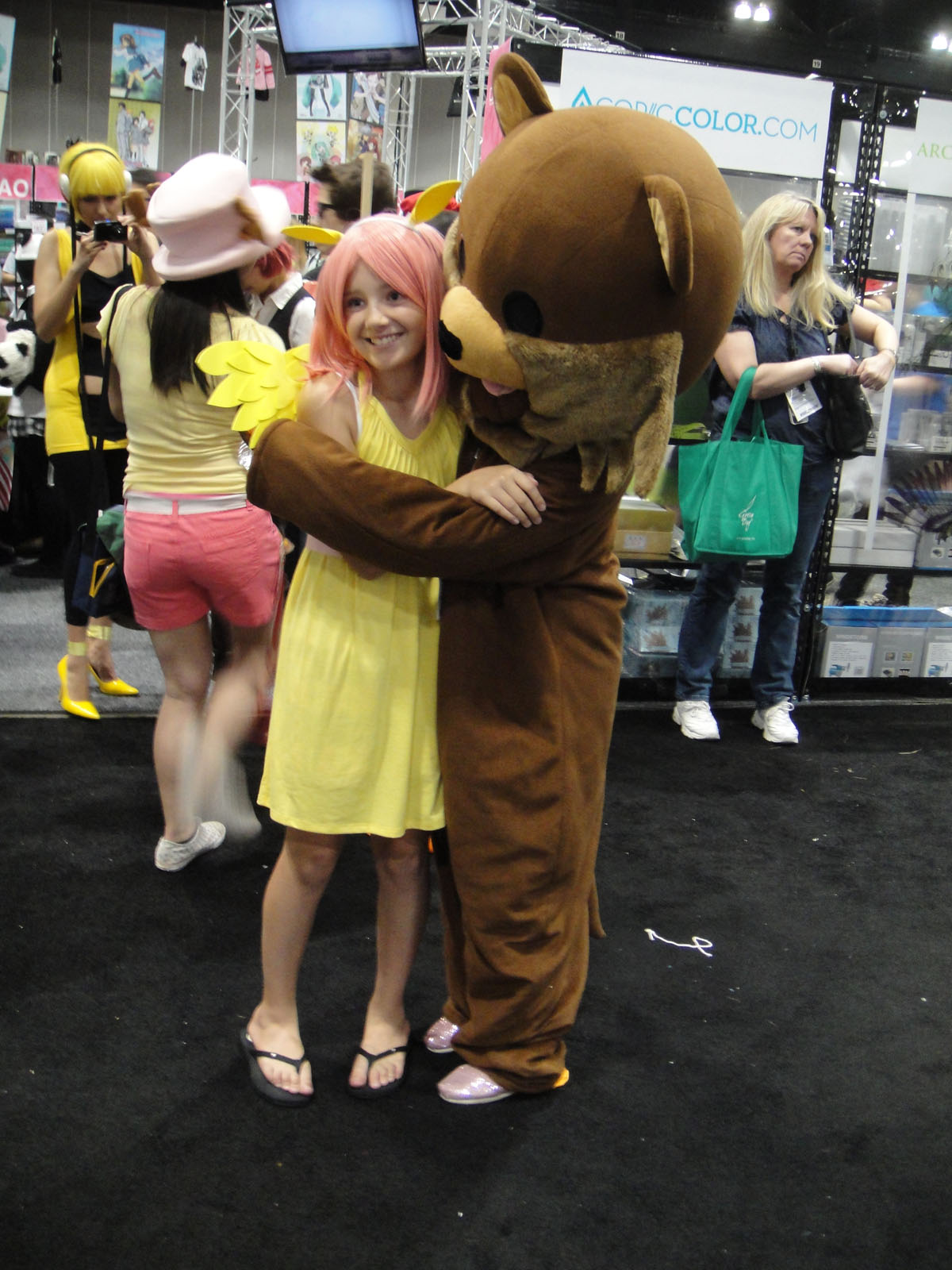
Cosplay Pedobear

Pedobear je internetový mem, který se stal známým díky internetovému portálu 4chan. Jak už samotný název napovídá („pedo“ naznačuje pedofilii a anglické „bear“ znamená medvěd), hlavní ikonou je pedofilní medvěd. Jedná se o zlého medvěda, který rád útočí na nezletilé dívky. Líbí se mu především takové, které ještě nedosáhly pohlavní dospělosti. 
Obrázkem Pedobear se nechal inspirovat i Zdeněk Škromach při svém souboji s Facebookem o tlačítko „toto jsem přečetl“.[zdroj⁠?!]

## Původ
Originální charakter medvěda pochází z populárního systému BBS, internetové stránky 2channel v Japonsku, kde byl představen jako クマー (Kumā), což je prohození slova くま (Kuma) znamenající medvěd v Japonštině. I přes mylný dojem mnoha Evropanů a Američanů, Kumā (Pedobear) není spojován s žádnými sexuálními věcmi jako je pedofilie. Pedobear je populární vtip na webových stránkách 4chan, který přijal svůj charakter především jako způsob, jak zesměšnit uživatele požadující nebo publikující sexuálně laděné obrázky dětí. Pedobear (také nazývaný „PeĎobear“) je však v dnešní době spojován více s erotikou. Jedná se o velice známou postavu a v žebříčku oblíbenosti facebookových fotek je na druhém místě za meme komiksy.

## Mainstreamová média
Pedobear se posléze stal známým i mimo 4chan, jak bylo napsáno v novinách, a na mnohých významných webových stránkách. Pedobear byl spojován s pedofilními přečiny kněží, znak byl použit ve videu CollegeHumor. Dne 3. července 2009, kanadský umělec Machael R. Barrick vytvořil dvě kompozice obrázků znázorňující Pedobeara seskupeného společně s maskoty zimních olympijských a paralympijských her 2010. Jedna je založena na oficiálním umění a ta druhá na umění fanartu. Tento obraz byl pak mylně použit jinými médii, především polského deníku Gazeta Olsztńska, pro titulní stranu o olympijských hrách ve Vancouveru. Dne 24. července 2009 napsal konzervativní komentátor Pat Buchanan sloupek o prvních měsících vlády Baracka Obamy obsahující obrázek Pedobeara, který vzbudil značnou reakci od nepolitických komentátorů. V červnu 2010 se Pedobear stal koláží zachycující ikony z videoher a internetové kultury, která byly prezentována na Brooklyn’s Renegade Craft Fair. Jiná využití Pedobeara zahrnují Pedobear iStockphoto tapety, leták obchodu s konfekcí v Portlandu v Oregonu a přední stranu časopisu Import Tune, který náhodně uvedl Pedobear jako číslo. Toto číslo později přenesly místní zpravodajské stanice včetně detailní historie Pedobeara, vysvětlení problematiky a dokonce i rozhovoru s Cheezburger Network’s CEO Ben Huh o kulturním významu Pedobeara.